# La profecía oscura
La profecía oscura es una novela de fantasía de 2017 basada en la mitología griega y romana escrita por Rick Riordan. Es el segundo libro de la serie Las pruebas de Apolo, la segunda serie derivada de Percy Jackson y los dioses del Olimpo. El libro sigue al dios Apolo, quien ha sido enviado a la tierra como un adolescente humano y tiene que restaurar los Oráculos de la Antigua Grecia que se han oscurecido para poder recuperar su lugar como dios en el Olimpo. Tras salvar el Oráculo de la Arboleda de Dodona de Nerón, Apolo parte del Campamento Mestizo junto con Leo Valdez y Calipso para reencontrarse con Meg McCaffrey y juntos, liberar a la ciudad de Indianápolis y al Oráculo de Trofonio de las garras del segundo emperador de los Terrenos Triunvirato, Cómodo, con quien Apolo comparte una historia pasada en la cual le persigue hasta el día de hoy.

## Argumento
Apolo (con nombre mortal Lester) tiene que partir del Campamento Mestizo para continuar con su misión: devolver la luz a los oráculos oscurecidos.
Tras salvar a la Arboleda de Dodona de las manos de Nerón, Apolo tiene que embarcarse en un viaje a través de los Estados Unidos para condeguir localizar todos los oráculos. Viajará en Festo, un dragón de bronce de Leo Valdez, con la compañía de Leo y Calipso tras ser abandonado por Meg McCaffrey.
Apolo y los demás conocen a Josephine y a Hemithea en la Estación de Paso, un refugio para semidioses, sátiros e inmortales que necesiten ser refugiados. Josephine y Hemithea tienen una hoja adoptada llamada Georgina, que decide ir ella sola a consutar el Oráculo de Trofonio, y enloquece.
Apolo tiene, entonces, que encontrar el Trono de la Memoria para volver a poner cuerda a Georgina y para saber la profecía que les da. Además, tiene que restablecer el óraculo; al final lo destruye por petición de su hijo Trofonio.